# Matrimonio igualitario en Puebla
El matrimonio entre personas del mismo sexo es legal en Puebla de acuerdo con un fallo de la Suprema Corte de Justicia de la Nación. El 1 de agosto de 2017 la Suprema Corte dictaminó que la prohibición del matrimonio entre personas del mismo sexo contenida en el Código Civil del estado violaba los artículos 1 y 4 de la Constitución de México, legalizando el matrimonio entre personas del mismo sexo en el estado de Puebla. El fallo fue publicado oficialmente en el Diario Oficial de la Federación el 16 de febrero de 2018.
El Congreso de Puebla aprobó un proyecto de ley sobre matrimonio entre personas del mismo sexo el 3 de noviembre de 2020, modificando varios artículos del Código Civil para reflejar el fallo de la Suprema Corte.

## Historia jurídica

### Antecedentes
Un importante caso de reconocimiento fue concedido mediante un recurso de amparo el 29 de enero de 2014. Una pareja del mismo sexo, casada en 2012 en la Ciudad de México, interpuso un amparo contra el Instituto Mexicano del Seguro Social (IMSS) luego de que éste se negara a registrar a uno de los integrantes como cónyuge beneficiario. En un fallo histórico, la Suprema Corte dictaminó que el IMSS estaba obligado a reconocer el matrimonio.
El 15 de octubre de 2014 se interpuso un amparo colectivo para 13 parejas con el apoyo de Matrimonio Igualitario México, el Observatorio Ciudadano de Derechos Sexuales y Reproductivos y El Taller A.C. en el que se buscaba declarar inconstitucional la prohibición estatal del matrimonio entre personas del mismo sexo y permitir casarse. En marzo de 2015 surgieron informes de que un juez había fallado en contra de las parejas citando el requisito de "demostrar su homosexualidad". Los activistas criticaron esto como una táctica dilatoria y apelaron ante la Suprema Corte de Justicia de México. El 5 de mayo de 2016, la Suprema Corte dictaminó que la prohibición estatal del matrimonio entre personas del mismo sexo era inconstitucional y discriminatoria y permitió que las parejas se casaran. El 1 de junio de 2016, la Primera Sala de la Suprema Corte de Justicia de la Nación dictó un fallo similar en un caso que involucraba a 15 parejas.
En noviembre de 2014, un tribunal federal concedió un amparo a Guadalupe del Carmen Gómez Tetetla y Fabiola Lucero Méndez. La pareja había presentado el amparo a principios de ese año después de que su solicitud de licencia de matrimonio fuera rechazada. El estado apeló la decisión y un tribunal de apelaciones confirmó el fallo a favor de la pareja el 10 de julio de 2015. Su boda, que fue el primer matrimonio entre personas del mismo sexo en el estado de Puebla, tuvo lugar el 1 de agosto de 2015. La Suprema Corte de Justicia de México dictaminó el 12 de junio de 2015 que las prohibiciones estatales del matrimonio entre personas del mismo sexo son inconstitucionales en todo el país. El fallo del tribunal se considera una "tesis jurisprudencial" y no invalida las leyes estatales, lo que significa que las parejas del mismo sexo a las que se les niega el derecho a casarse aún tendrían que buscar amparos individuales en los tribunales. El fallo estandarizó los procedimientos para que jueces y tribunales de todo México aprueben todas las solicitudes de matrimonios entre personas del mismo sexo e hizo que la aprobación fuera obligatoria.
En septiembre de 2016, funcionarios del municipio de San Pedro Cholula anunciaron que cualquier pareja del mismo sexo que desee casarse en el municipio podrá hacerlo sin obstáculos, citando jurisprudencia a nivel nacional establecida por la Suprema Corte.

### Intentos de aprobar una legislación sobre uniones civiles
El 7 de diciembre de 2006 se propuso en Puebla un proyecto de ley de unión civil similar al de la Ciudad de México, pero enfrentó una fuerte oposición y críticas por parte de los diputados del Partido Revolucionario Institucional (PRI) y del Partido Acción Nacional (PAN), que declararon que "la familia tradicional es el único modelo social y no puede haber otro". El proyecto de ley de unión civil se propuso nuevamente el 15 de marzo de 2011. Después de cinco revisiones en los años siguientes, el 8 de junio de 2014 el proyecto de ley se pospuso hasta una sesión legislativa posterior. El 29 de septiembre de 2014, el Congreso anunció que no habría discusión en esa legislatura. Activistas organizaron una marcha el 8 de noviembre de 2014 instando al Congreso de Puebla a legalizar el matrimonio entre personas del mismo sexo.
El Congreso rechazó un proyecto de ley sobre unión civil en diciembre de 2014. El Partido de la Revolución Democrática (PRD), que había apoyado la medida, anunció su intención de volver a presentar un proyecto de ley similar en 2015. El 11 de junio de 2015, un diputado del PRD presentó un proyecto de ley sobre unión civil, citando decisiones de tribunales nacionales a favor del matrimonio entre personas del mismo sexo. En junio de 2016, funcionarios estatales anunciaron que pospondrían cualquier votación sobre la legislación hasta que la Suprema Corte de Justicia de México se pronunciara sobre la acción de inconstitucionalidad presentada en abril de 2016, lo que hizo en agosto de 2017.

### Acción de inconstitucionalidad (2016-2017)

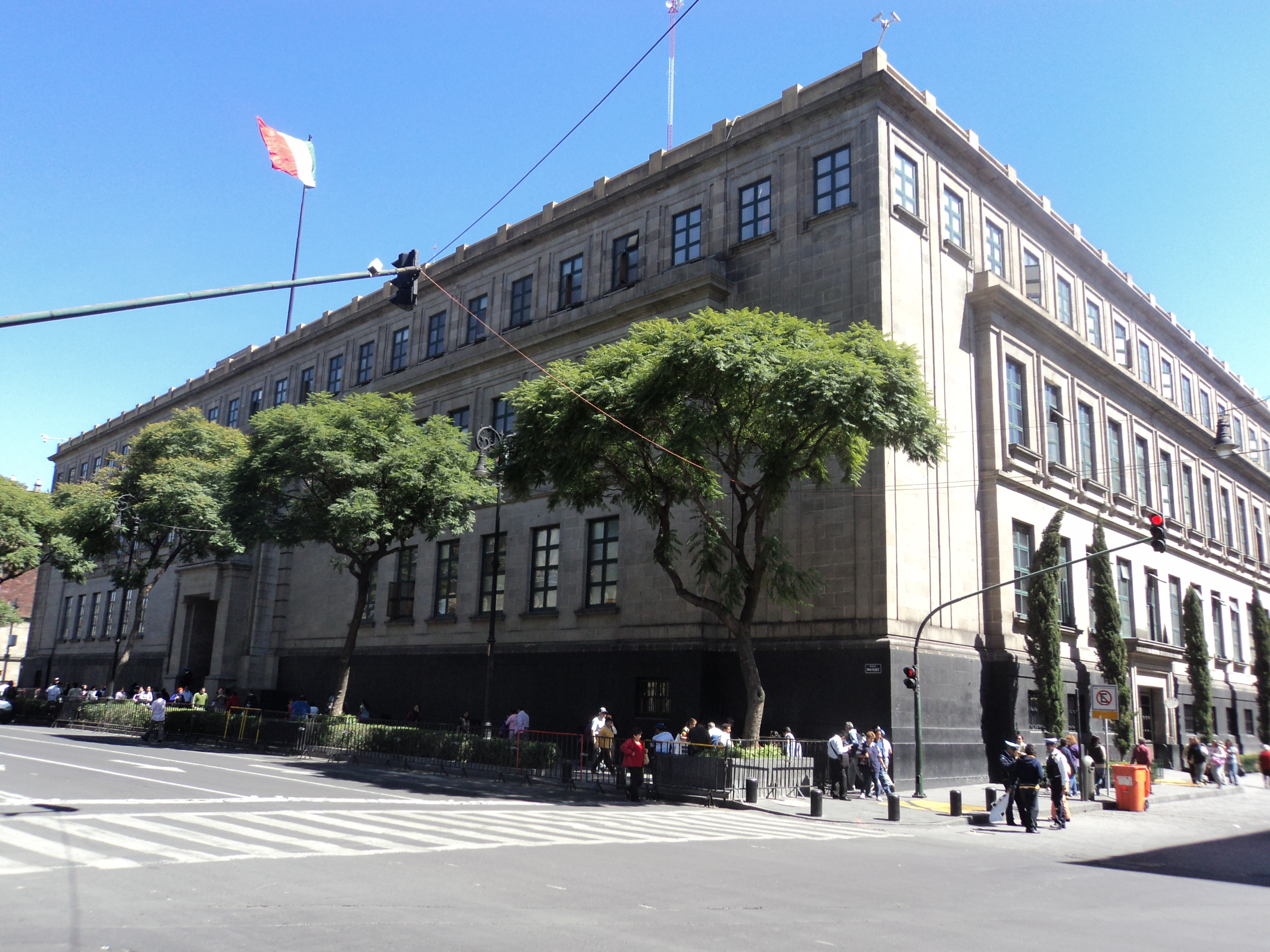
La Suprema Corte de México (cuya sede aparece en la imagen) invalidó la prohibición del matrimonio entre personas del mismo sexo en Puebla en 2017, permitiendo que dichos matrimonios se realicen en el estado.

El 27 de abril de 2016, la Comisión Nacional de Derechos Humanos interpuso una acción de inconstitucionalidad (expediente 29/2016) contra el estado de Puebla, impugnando la constitucionalidad de los artículos 294, 297 y 300 del Código Civil. El Congreso de Puebla había modificado recientemente la ley estatal de familia, pero al hacerlo no derogó la prohibición estatal del matrimonio entre personas del mismo sexo. La Comisión aprovechó esta oportunidad para interponer la acción de inconstitucionalidad. El artículo 294 definía el matrimonio como la unión de "un hombre y una mujer" y cuyo objetivo era "perpetuar la especie", y el artículo 297 definía igualmente el concubinato como entre "un hombre y una mujer". El artículo 300 exigía que "el hombre y la mujer" tuvieran al menos 16 años de edad. Esta demanda buscaba legalizar plenamente el matrimonio entre personas del mismo sexo en Puebla, similar a lo que había sucedido en los estados de Chiapas (en el caso 32/2016) y Jalisco (en el caso 28/2015).
El 1 de agosto de 2017, la Suprema Corte de Justicia de México dictaminó por unanimidad que los tres artículos violaban los artículos 1 y 4 de la Constitución de México. El artículo 1 de la Constitución establece que "toda forma de discriminación, basada en el origen étnico o nacional, el género, la edad, la discapacidad, la condición social, las condiciones médicas, la religión, las opiniones, la orientación sexual, el estado civil o cualquier otra forma, que viole los derechos la dignidad humana o pretenda anular o disminuir los derechos y libertades de las personas, está prohibida", y el artículo 4 se refiere a la igualdad matrimonial, señalando que "el hombre y la mujer son iguales ante la ley. La ley protegerá la organización y el desarrollo de la familia". A finales de enero de 2018, a pesar de la oposición del Congreso, el registro civil anunció que acataría el fallo y comenzaría a procesar solicitudes de matrimonio de parejas del mismo sexo. El fallo entró en vigor una vez que el Congreso fue notificado oficialmente y tras su publicación en el Diario Oficial de la Federación el 16 de febrero de 2018. Además, funcionarios estatales han confirmado que las parejas del mismo sexo pueden adoptar.

#### Respuesta y aprobación de legislación en el Congreso
En octubre de 2018, la diputada María García Olmedo del Partido Revolucionario Institucional presentó al Congreso de Puebla un proyecto de ley para codificar el matrimonio entre personas del mismo sexo en el Código Civil del estado.
El 4 de octubre de 2019, un comité del Congreso votó en contra de despenalizar el aborto y actualizar la ley estatal para reflejar el fallo de la Suprema Corte sobre el matrimonio entre personas del mismo sexo. Los legisladores reafirmaron la ley estatal que en ese momento decía: "El matrimonio es un contrato civil, en el que un hombre y una mujer están unidos por la sociedad para perpetuar la especie y ayudarse mutuamente en la lucha por la existencia". Esto no afectó la situación del matrimonio entre personas del mismo sexo en Puebla, que siguió siendo legal y reconocido. Poco después de la votación, el diputado García Olmedo presentó una impugnación legal ante la Suprema Corte, argumentando que la negativa del Congreso a enmendar la ley estatal para reconocer los matrimonios entre personas del mismo sexo de acuerdo con el fallo de la Corte era inconstitucional. García Olmedo también acusó de "traición" a los diputados del Movimiento de Regeneración Nacional (Morena), que votaron mayoritariamente a favor de la medida, ya que el partido fue elegido con una plataforma que apoyaba los derechos LGBT y el matrimonio entre personas del mismo sexo.
El 30 de octubre de 2020 un comité del Congreso votó 4 contra 2 y 1 abstención a favor de un proyecto de ley sobre matrimonio entre personas del mismo sexo presentado por la diputada Vianey García Romero. El 3 de noviembre de 2020, el Congreso aprobó la legislación por 31 votos a favor y 5 en contra:
| Partido político                     | Miembros | Sí | No | Abstención | Ausentes |
| ------------------------------------ | -------- | -- | -- | ---------- | -------- |
| Movimiento de Regeneración Nacional  | 14       | 13 |    |            | 1        |
| Partido Revolucionario Institucional | 5        | 5  |    |            |          |
| Partido del Trabajo                  | 5        | 4  |    |            | 1        |
| Partido Acción Nacional              | 4        |    | 4  |            |          |
| Partido Encuentro Social             | 3        | 3  |    |            |          |
| Partido de la Revolución Democrática | 2        | 2  |    |            |          |
| Movimiento Ciudadano                 | 2        |    |    | 2          |          |
| Partido Verde Ecologista de México   | 1        | 1  |    |            |          |
| Partido Nueva Alianza                | 1        | 1  |    |            |          |
| Compromiso por Puebla                | 1        |    |    | 1          |          |
| Independientes                       | 3        | 2  | 1  |            |          |
| Total                                | 41       | 31 | 5  | 3          | 2        |

La ley fue publicada en el Diario Oficial del Estado el 10 de noviembre, tras la firma del gobernador Miguel Barbosa Huerta, y entró en vigor al día siguiente. El artículo 294 del Código Civil ahora dice:

El matrimonio es un contrato civil por el cual dos personas se unen voluntariamente en sociedad, para llevar una vida en común, con respeto, ayuda mutua e igualdad de derechos y obligaciones.

## Estadísticas
La siguiente tabla muestra el número de matrimonios entre personas del mismo sexo realizados en Puebla desde 2019 según lo reportado por el Instituto Nacional de Estadística y Geografía. Las cifras de 2020 son inferiores a las de años anteriores debido a las restricciones impuestas por la pandemia de COVID-19.
| Año  | Mismo sexo | Mismo sexo | Mismo sexo | Distinto sexo | Total  | % mismo sexo |
| Año  | Femenino   | Masculino  | Total      | Distinto sexo | Total  | % mismo sexo |
| ---- | ---------- | ---------- | ---------- | ------------- | ------ | ------------ |
| 2019 | 51         | 40         | 91         | 17 058        | 17 149 | 0.53%        |
| 2020 | 26         | 20         | 46         | 12 649        | 12 695 | 0.36%        |
| 2021 | 66         | 55         | 121        | 16 046        | 16 167 | 0.75%        |

En Puebla se realizaron 121 matrimonios entre personas del mismo sexo en 2021; 66 entre dos mujeres y 55 entre dos hombres. La mayoría tuvo lugar en Puebla de Zaragoza con 81, seguida de San Pedro Cholula con 23, San Martín Texmelucan con 3 y 14 en otras ciudades del estado.

## Opinión pública
Una encuesta de opinión de 2017 realizada por Gabinete de Comunicación Estratégica encontró que el 48,5% de los residentes de Puebla apoyaban el matrimonio entre personas del mismo sexo, mientras que el 48% se oponía.
Según una encuesta de 2018 del Instituto Nacional de Estadística y Geografía, el 37% del público poblano se oponía al matrimonio entre personas del mismo sexo.